# 采珀林
采珀林（德語：Zepelin）是德国梅克伦堡-前波美拉尼亚州的一个市镇。总面积22.36平方公里，总人口431人，其中男性216人，女性215人（2011年12月31日），人口密度19人/平方公里。